# 에콰도르의 코로나19 범유행

다음은 에콰도르에서 일어나고 있는 코로나19 범유행에 대한 글이다.

## 연혁
2020년 2월 29일, 카탈리나 안드라 무뇨 (Catalina Andramuño) 에콰도르 공중 보건부 장관이 국내 최초 SARS-CoV-2 바이러스 사례를 확인했다.
3월 8일, 에콰도르 보건부는 모든 소셜 미디어를 통해 에콰도르에서 발견된 새로운 코로나 바이러스 사례를 발표했다. 성명서에 따르면, 환자는 지역에 등록된 첫 번째 사례와 접촉하여 감염되었다. 현재 전국에서 15건의 사례를 추가하고 있다.
3월 19일, 정부는 260건의 양성 판정 사례, 481건의 의심 사례, 4건의 사망 및 3 건의 회복을 확인했다고 밝혔다.

## 같이 보기
- 나라별 코로나19 범유행
- 남아메리카의 코로나19 범유행